# Wenger Simplified Motor Car Manufacturing Company
Wenger Simplified Motor Car Manufacturing Company, vorher L. S. Wenger & Company, war ein US-amerikanischer Hersteller von Automobilen.

## Unternehmensgeschichte
Das Unternehmen hatte den Sitz in Lancaster in Pennsylvania. L. S. Wenger war eigentlich Elektroingenieur. An der gleichen Adresse waren der Schmied John H. Kauffman und der Karosseriebauer John J. A. Hoover tätig, wobei allerdings unklar bleibt, ob die beiden Personen involviert waren. Wenger stellte zwischen 1907 und 1908 einige Automobile her. Der Markenname lautete Wenger. 1908 erfolgte die Umfirmierung.

## Fahrzeuge
Im ersten Jahr entstanden Fahrzeuge nur nach Kundenaufträgen. Das sollte sich 1908 ändern.